# Файзабад
Файзабад е град, административен център на провинция Бадакшан, Афганистан. Населението на града е 44 421 души (2006).